# Reifenberg (Rothaargebirge)
Der Reifenberg liegt in Neunkirchen im Kreis Siegen-Wittgenstein in Nordrhein-Westfalen. Er hat eine Höhe von 413 m und liegt zwischen Neunkirchen und Brachbach.
Am Berg lag die Grube Reifenberg. Sie gehörte zur Grube Steimel und wurde in den 1880ern stillgelegt. Die Grube bestand aus mehreren Stollen, im Reifenberger Stollen wurde ein Gesenk mit 12,5 m Teufe angelegt. Gangmittel waren Reifenberg, dort wurde Kupferkies abgebaut, Buntes Hähnchen und Höchste. Insgesamt wurden 5.000 t Eisenerz und ca. 40–50 t Kupfererz abgebaut.